# Culicoides platiradius
Culicoides platiradius är en tvåvingeart som beskrevs av Tokunaga 1963. Culicoides platiradius ingår i släktet Culicoides och familjen svidknott. Inga underarter finns listade i Catalogue of Life.